# 吉田映子
吉田 映子（よしだ あきこ、1937年12月27日 - 1997年1月2日）は、日本の英米文学者、翻訳家。

## 経歴
千葉県出身。別名・吉田昤子。一橋大学大学院社会学研究科修了。東京女子医科大学看護短期大学教授を務めた。

## 翻訳
- ディクスン・カー『皇帝の嗅煙草入れ』旺文社文庫, 1976
- ガストン・ルルー『黄色い部屋の謎』旺文社文庫, 1979
- R.H.ブランデル, R.E.シートン編『情事 ジャン・ピエール・ヴァキエ事件 実録裁判』旺文社文庫, 1981
- ダンカン・スミス編『密会 マドレイン・スミス事件 実録裁判』旺文社文庫, 1981
- アンソニー・バージェス『どこまで行けばお茶の時間』 (サンリオSF文庫) 内藤理恵子共訳. 1981
- ノーマン・ハンター『ブレインストーム教授大あわて』ウィリアム・ヒース・ロビンソン画. 大日本図書, 1989
- 『イギリス童謡の星座』内藤里永子 著, 訳詩. 大日本図書, 1990
- 『笑いのコーラス イギリス滑稽詩画帖』訳詩, 内藤里永子編. トパーズプレス, 1992
- 『とりとりとりがいっぱい』 (いっぱいがいっぱいの詩の絵本)内藤里永子共編訳, 津田櫓冬 絵. 大日本図書, 1993
- 『ねこねこねこがいっぱい』 (いっぱいがいっぱいの詩の絵本)内藤里永子共編訳, 落合皎児 絵. 大日本図書, 1993
- 『ねずみねずみねずみがいっぱい』 (いっぱいがいっぱいの詩の絵本)内藤里永子共編訳, 木葉井悦子 絵. 大日本図書, 1993
- 『まじょまじょおばけもいっぱい』 (いっぱいがいっぱいの詩の絵本)内藤里永子共編訳, 田島和子 絵. 大日本図書, 1993
- 『むしむしむしがいっぱい』 (いっぱいがいっぱいの詩の絵本)内藤里永子共編訳, 津田櫓冬 絵. 大日本図書, 1993
- ポール・ジェニングス『がまんできない物語 (PJ傑作集 トパーズプレス, 1994
- ポール・ジェニングス『ありえない物語 (PJ傑作集 トパーズプレス, 1994
- ポール・ジェニングス『信じられない物語 (PJ傑作集 トパーズプレス, 1995
- 『マーク・トウェインコレクション 2 ミシシッピの生活』彩流社, 1994-1995
- 『マーク・トウェインコレクション 11 西部放浪記』木内徹共訳 彩流社, 1998
- 『もりにはいっぱい イギリス詩集』内藤里永子共編訳, 落合皎児絵. 架空社, 1998
- 『ゆめにはいっぱい イギリス詩集』内藤里永子共編訳, 田島和子 絵. 架空社, 1998
- 『はたけにはいっぱい イギリス詩集』内藤里永子共編訳, 平野ニーナ 絵. 架空社, 1998
- 『そらにはいっぱい イギリス詩集』内藤里永子共編訳, 神戸留美子 絵. 架空社, 1998
- 『うみにはいっぱい イギリス詩集』内藤里永子共編訳, 津田櫓冬 絵. 架空社, 2003
- 『眩しい悲劇 光、風、水』内藤里永子共編訳, 落合皎児 絵. 架空社, 2003